# Unipolare Nervenzelle

Morphologische Unterscheidung von Nervenzellen:
1 unipolare Nervenzelle
2 bipolare Nervenzelle
3 multipolare Nervenzelle
4 pseudounipolare Nervenzelle

Eine Nervenzelle (Neuron) nennt man unipolar (auch monopolar), wenn sie nur einen Fortsatz (Axon) und keine Ausläufer (Dendriten) besitzt.

## Beschreibung
Unter dem Mikroskop sehen diese Nervenzellen aus wie ein Golfball an einem großen T. Ihr Zellkörper ist rund bis leicht oval und enthält mittig den Zellkern. Dem Zellkörper entspringt nur eine einzige Nervenfaser. Dieser Fortsatz kann sich bei pseudounipolaren Zellen T-förmig in zwei Zweige aufteilen, wobei der eine zur Körperperipherie führt und sensorische Informationen registriert (rezeptiv), während der andere diese an das Zentralnervensystem oder das Rückenmark weiterleitet. Synaptische Kontakte zwischen den Neuronen eines sensorischen Ganglions bestehen dabei jedoch weder. Meistens empfangen unipolare Neuronen sensorische Ereignisse wie Berührungen und Temperaturveränderungen aus Haut, Gelenken und Muskeln. Dieser rezeptorische Fortsatz liegt im apikalen Bereich des Zellkörpers. Es wird basal ein Axon ausgesendet. Bestimmte Bereiche des Fortsatzes dienen als rezeptive Flächen, andere zur Transmitter-Freisetzung. Typische unipolare Zellen sind die Photorezeptoren der Netzhaut (Zapfenzellen und Stäbchenzellen), welche dort das erste Neuron der Sehbahn darstellen.

## Vorkommen

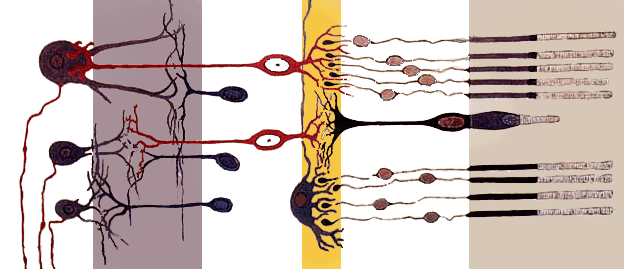
Querschnitt durch die Retina. Ganz rechts gelegen sind Stäbchen; eine Form von unipolaren Nervenzellen. Lichteinfall von links nach rechts.

Anatomie eines Stäbchens. Eine Form von unipolaren Zellen. Lichteinfall von unten nach oben.

Unipolare Zellen sind eher typisch für das Nervensystem von Wirbellosen. Sie kommen aber auch bei Wirbeltieren, inklusive des Menschen vor. Sowohl bei Wirbeltieren als auch bei Wirbellosen sind viele primär sensorische Nervenzellen unipolar. Diese haben typischerweise eine spezielle Struktur, um einen physikalischen Stimulus (Licht, Ton, Temperatur etc.) in ein elektrisches Signal zu übersetzen und dieses weiter zum Gehirn oder Rückenmark zu leiten. Das selbstständige Auftreten im differenzierten Nervengewebe ist allerdings auch umstritten und es wird auch die Ansicht vertreten, sie kämen in Wirbeltieren nur beim Embryo während der Histogenese der Nervenzellen vor.

### Wirbellose
Unipolare Neuronen kommen oft bei Insekten vor, bei denen der Zellkörper an der Peripherie des Gehirns verortet und elektrisch inaktiv ist.

### Wirbeltiere/Mensch
Vor allem in sensorischen Ganglien. Man findet sie insbesondere als ovale Schwellungen an den dorsalen Wurzeln von Spinalnerven sowie an den Wurzeln bestimmter Hirnnerven.  Häufig werden die Nervenzellen des 1. Neurons der Netzhaut (Stäbchen und Zapfen), das in der Retina zuunterst liegt, als unipolare Nervenzellen bezeichnet. Unipolare Nervenzellen kommen auch in der Riechschleimhaut vor.

## Entstehung
Betrachtet man ihre embryonale Entwicklung, haben alle Nervenzelltypen denselben Ursprung. Aus dem Epithel des Neuralrohrs differenzieren sich gemeinsame Stammzellen für Nervenzellen und Gliazellen, die Neurogliablasten (kurz Neuroblasten), die sich nach Abspaltung ihrer gliären Zelllinien zu den Stammzellen der Nervenzellen entwickeln. Da diese Zellen nur einen Fortsatz ausbilden, werden sie als unipolare Neuroblasten bezeichnet. Diese teilen sich mitotisch und werden am Ende ihrer Differenzierung zu reifen Neurozyten. Im Endstadium dieser Entwicklung können die Nervenzellen sich nicht mehr teilen und erhalten nach der letzten Mitose ihre endgültige Form und die Ausbildung ihrer Fortsätze.
Diese werden dann morphologisch nach der Anzahl ihrer Fortsätze unterschieden in: unipolare, bipolare, pseudounipolare und multipolare Nervenzellen.